# Miroslav Šimek
Miroslav Šimek (Turnov, 27 de enero de 1959) es un deportista checo que compitió para Checoslovaquia en piragüismo en la modalidad de eslalon.
Participó en dos Juegos Olímpicos de Verano, obteniendo una medalla de plata en Barcelona 1992 y otra de plata en Atlanta 1996, ambas en la prueba de C2 individual.
Ganó diez medallas en el Campeonato Mundial de Piragüismo en Eslalon entre los años 1985 y 1997, y una medalla de plata en el Campeonato Europeo de Piragüismo en Eslalon de 1996.

## Palmarés internacional
| Representando a Checoslovaquia     |                               |                   |                |
| Juegos Olímpicos                   |                               |                   |                |
| Año                                | Lugar                         | Medalla           | Competición    |
| 1992                               | Barcelona (España)            | Medalla de plata  | C2 individual  |
| Campeonato Mundial                 |                               |                   |                |
| Año                                | Lugar                         | Medalla           | Competición    |
| 1985                               | Augsburgo (RFA)               | Medalla de oro    | C2 por equipos |
| 1987                               | Bourg-Saint-Maurice (Francia) | Medalla de plata  | C2 por equipos |
| 1989                               | Río Savage (Estados Unidos)   | Medalla de plata  | C2 por equipos |
| 1991                               | Tacen (Yugoslavia)            | Medalla de plata  | C2 individual  |
| 1991                               | Tacen (Yugoslavia)            | Medalla de plata  | C2 por equipos |
| Representando a la República Checa |                               |                   |                |
| Juegos Olímpicos                   |                               |                   |                |
| Año                                | Lugar                         | Medalla           | Competición    |
| 1996                               | Atlanta (Estados Unidos)      | Medalla de plata  | C2 individual  |
| Campeonato Mundial                 |                               |                   |                |
| Año                                | Lugar                         | Medalla           | Competición    |
| 1993                               | Mezzana (Italia)              | Medalla de oro    | C2 individual  |
| 1993                               | Mezzana (Italia)              | Medalla de oro    | C2 por equipos |
| 1995                               | Nottingham (Reino Unido)      | Medalla de oro    | C2 por equipos |
| 1997                               | Três Coroas (Brasil)          | Medalla de plata  | C2 por equipos |
| 1997                               | Três Coroas (Brasil)          | Medalla de bronce | C2 individual  |
| Campeonato Europeo                 |                               |                   |                |
| Año                                | Lugar                         | Medalla           | Competición    |
| 1996                               | Augsburgo (Alemania)          | Medalla de plata  | C2 individual  |